# 田中開
田中 開（たなか ひらく、1954年 - ）は、日本の法学者。法政大学教授。専門は刑事訴訟法。TMI総合法律事務所客員弁護士。元新司法試験考査委員（刑事訴訟法）。広島市出身。

## 略歴

### 学歴
- 1972年 3月 修道高等学校卒業
- 1977年 3月 東京大学法学部第二類卒業
- 1986年 3月 東京大学大学院法学政治学研究科博士課程単位取得満期退学

### 職歴
- 1977年 4月 文部省入省
- 1979年 3月 文部省退職
- 1986年 4月 日本大学法学部専任講師
- 1988年 4月 広島大学法学部助教授
- 1991年 4月 法政大学法学部教授
- 2004年
  - 3月 第一東京弁護士会登録
  - 4月 法政大学大学院法務研究科教授
- 2005年 4月 法政大学法学部長（2007年3月まで）

#### 学外における役職
- 2000年 1月 司法試験（第二次試験）考査委員（2005年11月まで）
- 2004年 4月 TMI総合法律事務所客員弁護士
- 2005年11月 新司法試験考査委員（2007年11月まで）

## 主な取扱分野
- 紛争解決
- 企業犯罪
- 広報法務/リスクマネジメント
- コンプライアンス
- 刑事事件

## 著作
- 『日本立法資料全集 (121) 刑事訴訟法制定資料全集 昭和刑事訴訟法編 (1)』信山社 2001年
- 「報道機関に対する捜索・差押え」ジュリスト増刊・刑事訴訟法の争点第3版80頁 有斐閣 2002年
- 「捜査手続と準抗告」ジュリスト増刊・刑事訴訟法の争点第3版92頁 有斐閣 2002年
- 「捜索差押許可状呈示に先立つホテル客室内への立入り」ジュリスト1246号178頁 有斐閣 2003年
- 『刑事訴訟法（第2版）』有斐閣アルマ 2005年
- 『演習刑事訴訟法』有斐閣 2005年